# Niemandsland – The Aftermath
Niemandsland – The Aftermath (Originaltitel The Aftermath) ist ein Spielfilm von James Kent, der am 1. März 2019 in die Kinos im Vereinigten Königreich und am 15. März 2019 in ausgewählte US-amerikanische Kinos kam. Der Film basiert auf einem gleichnamigen Roman von Rhidian Brook.

## Handlung
Der britische Colonel Lewis Morgan und seine Frau Rachael haben sich im Nachkriegsdeutschland gerade in Hamburg wiedergetroffen. Es ist Herbst 1945, die Stadt ist vollkommen zerstört und die Alliierten arbeiten an der Entnazifizierung. Lewis, der beim Wiederaufbau der Hansestadt helfen soll, beschlagnahmt die unzerstörte Villa Lubert, lässt aber den Besitzer und seine Tochter auf dem Dachboden wohnen, auch wenn anfangs noch gegenseitige Feindseligkeit besteht.

## Produktion

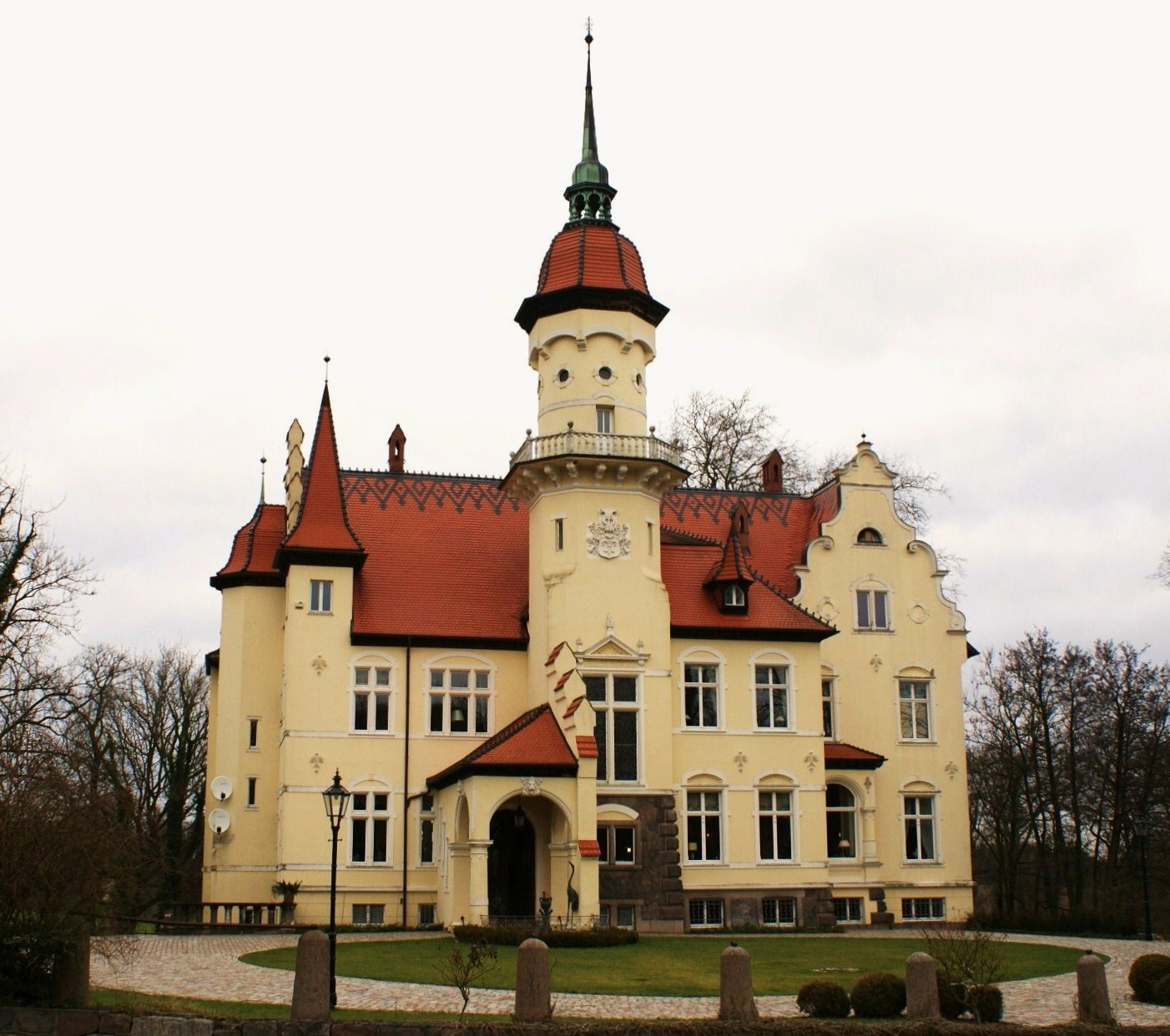
Schloss Tralau in Travenbrück

Der Film basiert auf einem gleichnamigen Roman von Rhidian Brook, der in Deutschland unter dem Titel Niemandsland erschienen ist. Regie führte James Kent. Die Filmmusik komponierte Martin Phipps. Der Soundtrack zum Film, der insgesamt zehn Musikstücke umfasst, wurde im Frühjahr 2019 von Fox Music als Download veröffentlicht.
Der Film wurde mit rund 760.000 Euro vom Deutschen Filmförderfonds gefördert.
Jason Clarke übernahm die Rolle von Colonel Lewis Morgan, Keira Knightley spielt seine Ehefrau Rachael Morgan und der Kinderdarsteller Frederick Preston ihren Sohn Michael. Alexander Skarsgård ist in der Rolle von Stefan Lubert zu sehen. Tom Bell spielt Captain Eliot und Abigail Rice Pamela Eliot.
Die Dreharbeiten wurden im Januar 2017 begonnen und fanden in Prag, am Bahnhof von Rheinsberg in Brandenburg und in der Gemeinde Travenbrück statt. Innenaufnahmen fanden in Schloss Tralau statt, das dafür aufwändig so umgebaut wurde, dass die Räumlichkeiten wie die einer Villa an der Elbchaussee wirken. Als Kameramann fungierte Franz Lustig. Für die Gestaltung der Kostüme war Bojana Nikitovic verantwortlich.
Der Film kam am 1. März 2019 in die Kinos im Vereinigten Königreich und am 15. März 2019 in ausgewählte US-amerikanische Kinos. Ein Kinostart in Deutschland erfolgte am 11. April 2019. Seine Weltpremiere feierte der Film bereits am 18. Februar 2019 im Londoner Picturehouse Central.

## Rezeption

### Altersfreigabe
In Deutschland ist der Film FSK 12. In der Freigabebegründung heißt es: „Vereinzelt kommt es zu Gewalthandlungen, die aber zurückhaltend inszeniert sind. Auch emotional intensivere Szenen (z. B. wenn Flüchtende erschossen werden) können von Zuschauern ab 12 Jahren in den Kontext der Geschichte eingeordnet und angemessen verarbeitet werden.“

### Kritiken
Insgesamt stieß der Film bei den Kritikern auf eher negatives Echo.
Patrick Seyboth von epd Film schreibt, die Adaption des Romans The Aftermath von Rhidian Brook, die ein komplexes Drama über das Erbe von Naziterror und Krieg, über Sieger und Verlierer, Hass und Schuld und die Eigengesetzlichkeit der Leidenschaft hätte werden können, sei leider weitgehend gescheitert: „Das Drehbuch verheddert sich in der Vielzahl der Motive und ist nicht nur unglaubwürdig in so manchem historischem Detail, sondern baut auch noch lieblos einen Subplot über die Anschläge der Werwölfe ein, letzter Nazikämpfer im Untergrund.“ Die Regie von James Kent vermöge es nur selten, den Szenen Leben einzuhauchen, zumal zwischen Keira Knightley und Alexander Skarsgård einfach kein Funken überspringen wolle, und so finde der immer wieder seltsam skizzenhaft wirkende Film nur in ganz wenigen Momenten in einen dramatischen Flow oder zu emotionaler Tiefe, so Seyboth weiter.
Peter Osteried von der Arbeitsgemeinschaft Kino schreibt, die undankbarste Rolle habe Alexander Skarsgård, dessen Stefan Lubert ein anständiger Mann zu sein scheint, über den man aber nicht viel erfährt, und Lubert bleibe zu unnahbar: „Man hätte mehr über ihn erfahren müssen, vielleicht auch Negatives, um das dramatische Potenzial zu erhöhen.“

## Synchronisation
Die deutsche Synchronisation entstand nach der Dialogregie von Clemens Frohmann und einem Dialogdrehbuch von Klaus Bickert im Auftrag der FFS Film- und Fernseh-Synchron GmbH, Berlin.
| Darsteller          | Synchronsprecher | Rolle              |
| ------------------- | ---------------- | ------------------ |
| Keira Knightley     | Dascha Lehmann   | Rachael Morgan     |
| Alexander Skarsgård | Sascha Rotermund | Stefan Lubert      |
| Jason Clarke        | Tobias Kluckert  | Lewis Morgan       |
| Jannik Schümann     | Jannik Schümann  | Albert             |
| Abigail Rice        | Cornelia Waibel  | Pamela             |
| Alexander Scheer    | Alexander Scheer | Siegfried Leitmann |
| Kate Phillips       | Cathlen Gawlich  | Susan Burnham      |